# 爱迪·奥特曼
《超人力霸王80》（日語：ウルトラマン80），是由圓谷製作製作的特攝電視劇，於1980年4月2日至1981年3月25日期間，每周三晚間19：00至19：30在日本TBS電視台播出，全50話。

## 概要

### 開創
1975年，在收視率不佳的《超人力霸王雷歐》播畢後，超人力霸王系列被製作團隊圓谷暫時冷凍，在這期間內的作品只有以動畫形式製作的《乔尼亚斯·奥特曼》儘管第一話就取得19.3%的高收視率，但進入第二季度後收視率較多情況下處於10%左右，在想要繼承前六部作品的概念下，「新超人」的企劃正式發表，並將新超人的名稱定義為「80」，以表示名稱源自「1980年代的「新」超人力霸王。}
作為「新超人力霸王」的新構想，主人公的設定是中學教師，而學校成為日常生活的舞台。企劃書中提到了兒童殺人和自殺等陰暗現象，希望能夠「啟蒙『超人力霸王文化』，宣揚『生命的尊嚴』、『愛的美麗』和『勇氣的自豪』」，並以「超人力霸王＝老師」的劇情設定作為手段。因此，在那個時代充滿不安的兒童環境中，以象徵的方式導入「地球人的仇恨、悲傷等邪惡的心靈（負能量）會孕育出怪獸」的設定，80不僅與怪獸直接戰鬥，還致力於「以教師的身份教育孩子，糾正人類孕育邪惡心靈的行為」，構成了劇情的主要內容。
主人公是一名學校教師，與當時流行的同一電視台電視劇《3年B組金八先生》和日本電視台系列的電視劇《熱中時代》等有共同之處，但這個設定在《雷歐》結束時就已經存在了。根據導演湯淺憲明表示，除了將主人公的身份設定成防衛隊的成員外，還定位教師的設定並非輕易利用了當時的「教師題材」熱潮，而是回應製片人提出的「為什麼現在必須製作新的超人力霸王作品」這個問題，將「萬能」的超人加上「教師」這個稱號，並將重點放在由「白天上課時出現怪獸該怎麼辦」等衝突所衍生出的劇情。
作品的企劃最初在TBS的赤坂宿舍每週舉行一次會議進行。主題是「現在復活超人力霸王有何意義」，圓谷製作方面希望「繼續以往的風格進行」。雖然TBS方面也有一些認為應該採取安全策略的意見，但在製片人的權限下，最終得出了「80年代的超人力霸王不應該與以前的作品相同」的結論，因此引入了「教師設定」。TBS方面召集了湯淺憲明、平野靖司、土筆勉等不屬於圓谷製作的外部新導演和編劇家，就「如何打造新的超人力霸王」進行了熱烈的討論，這種討論在開播後仍然持續著。
《80》的主導演由湯淺擔任他在大映負責了和時期的「卡美拉系列」的全部作品，並大映倒閉後參與了TBS系列的電視劇《警犬卡爾》等作品的製作。參與本作之前，湯淺與國際放映公司以及當時的圓谷製作合作，在由大場久美子主演的電視劇《彗星公主》（第2季）擔任導演，其中包括超人力霸王太郎和雷歐的客串出演。此外，出身於松竹的廣瀬襄和經手大映電視作品的合月勇也加入了導演團隊。

### 特攝
在當時，美國的特攝電影《星球大戰》和《第三類接觸》引發全球範圍的科幻熱潮，也對日本的特攝界產生了重大影響。接下來，由圓谷製作於1978年製作的《星狼》中可以看到其特技製作和導演方面受到的影響。本作品也是如此，據特技導演高野宏一所說，第6集中的UFO出現場景故意以《第三類接觸》為模仿。高野對於這些鏡頭表示：「在不像美國那樣投入大量資金的情況下，我們也能在電視上拍攝出這樣的畫面」，這是圓谷製作特技班工作人員的「自信的表現，一種挑戰」。特技班的拍攝時間大約是每週4到5天的節奏，高野評論道：「再給我們2到3天，我們就能拍攝出更加豐富內容的特技場景」。
作為主導演參與製作的湯淺在與特技班的合作中經常發生衝突。據稱，圓谷製作原本是特技技術人員的集團，但在關於剪輯權的爭議中，雙方進行了激烈的交流。由於湯淺對超人系列中防衛隊的存在意義印象不深，「即使UGM打倒怪獸時超人出現」的故事構想被提出，結果遭到了圓谷製作方面的強烈憤怒，認為這是對超人力霸王的貶低。據湯淺稱，有一次在拍攝過程中，怪獸的布偶因引火導致全焚。這發生得很突然，無論是工作人員還是湯淺本人都無能為力，當時在觀看拍攝的小林千登勢問道：“這樣可以嗎？”湯淺拼命掩飾地回答：「可以，沒問題。」
UGM基地設有戶外跑道，在Sky High Yer和Silver Garl等起飛場景中，周圍停放了許多改裝自實際戰鬥機的主力戰鬥機，同時還合成了在實際的管制塔中進行作業的場景，展現出強調現實感的小型模型作品。基地本身設定在厚木海軍飛行場附近，描繪得非常逼真。放映當時，高野表示：「想巧妙地結合《超人力霸王》中怪獸的魅力和《超人七號》中機械的趣味。」
作為合成場景的新技術，片中廣泛使用比傳統的背投技術更清晰的前投影技術，有效地將人物和特攝場景融合在一起，降低成本的同時仍能產生效果。在城市破壞等關鍵場景中，製作了非常精巧的微縮模型，特別是在夜間場景等方面通過出色的燈光效果實現了逼真的效果。儘管「超人力霸王系列」本身有數年的間隔，但正是圓谷製作公司的工作人員的實際製作經驗，包括《恐龙特急克塞号》和《巨大超人》等其他公司的作品，為拍攝提供了支持。
整個作品的設計由曾在圓谷中擔任池谷仙克的美術助手山口修負責。山口負責了本篇和特技部分的美術設計，包括設計80、外星人、怪獸、UGM的頭盔、隊員制服、基地場景等。最初山口也負責了UGM的機械設計，在設計完成後，萬代公司的負責人提出了「山口的設計無法賣出玩具」的抱怨，最終遭到了否決。

### 播映變遷
導入學園劇情的設定使得角色們在學校生活中遇到問題與怪獸的出現糅合在一起，呈現多部佳作。然而由於每集只有30分的播放時間，限制了同時描繪欺凌、不登校、異性交往等當時的教育問題與怪獸能力。此外，因為需要借用當時實際存在的學校設施進行外景拍攝，拍攝日程（主要在週日）成為製作進度的限制因素。
隨著時間推移，主張學園劇情設定的製片人橋本洋三在播放期間調職到TBS廣播部。在這之後，TBS編成局向圓谷製作傳達了「還是走舊有的風格」的意願。於是，從第13集開始，「學園劇情」的設定以及矢的猛作為「學校教師」的角色被剔除，劇情改為著重描繪UGM成員的活動，延續了傳統的系列劇情。至於在第13話之後，矢的猛是否繼續擔任教師的設定並未明確交代，湯浅後來回憶道「對於超人的力量限制，最終是圓谷製作不允許的」，並表示這部作品「變得半途而廢，後悔之多」。
設定更改後，劇情趨向傳統系列劇情的嚴肅科幻風格，但整體收視率下降了，並且在第31話再次改變了故事路線，轉變為每話都有孩子客串並與怪獸交互作用的喜劇與奇幻風格的劇情。同時，節目結構也發生了變化，從節目標題開場後插入開場標題，轉變為直接進入片頭。然而，儘管進行了許多改進措施，平均收視率仍然低迷，只有10.0%（根據Video Research在關東地區調查），甚至低於《雷歐》（10.9%）。
此外由於石田惠理的退出，從第43話開始，首次引入了超人系列中的女性戰士尤莉安，並展開了以80和尤莉安為中心的劇情。她的變身形態僅在第49集和第50集中才有出現。導演滿田和穗最初在最終集的初稿中沒有規劃尤莉安的登場，劇情原本是以前後篇的結構構成。然而，由於播放時段受到特別節目的壓迫而不足，因此在實際的最終集（第50集）中，80的登場大部分是利用過去與怪獸戰鬥場面的剪輯。
由於整個故事可以分為四個部分，因此有些文獻稱第1集至第12集為「學園篇」，第13集至第30集為「UGM篇」，第31集至第42集為「少年劇情篇」，第43集至第50集為「尤莉安篇」等。然而，這種稱呼並非官方正式的，因為第43集之後的劇情風格仍與「少年劇情篇」相同，可以將「尤莉安篇」視為「少年劇情篇」的後半部分。從第31話開始，仍然存在著相對具有科幻色彩或嚴肅劇情的故事。起初，80的設定是「通過艱苦的戰鬥和與人類的互動，最終成為超人兄弟的一員」，節目宣傳海報上也展示了從佐菲到雷歐的超人兄弟，明確表明了與過去作品的聯繫，但除了後半部分的超人力霸王之父外，歷代的超人客串並沒有出現。初代超人力霸王和超人七號只是通過過去作品片段的回顧出現。
由於遭遇了TBS方面的意向並以失敗告終，當時的圓谷製作社長圓谷皐對此感到不滿，向TBS提出抗議。這導致當時的編成局長與圓谷製作公司高層發生對立，最終禁止圓谷製作公司的幹部進入TBS的辦公室。由此，與TBS合作的黃金時段的超人系列作品在本作品中結束。作為國內電視節目的「超人力霸王系列」將在此作品結束後休止長達15年半，直到1996年的《迪卡》才重新開始製作，而自1966年的《超異象之謎》至本作品的連續故事，要等到25年後的2006年的《梅比斯》才得以繼續。

### 影響
本作品播出期間，保護者群體對於兒童節目內容的關注和問題提出運動變得日益活躍。作為其中的一部分，當時的圓谷製作收到了一本關於本作品內容的問題冊子。該冊子詳細統計了第7話中的暴力表現次數和內容，並對細節的表演進行了批評，比如「主人公是軍人，無法引起共鳴」、「無聲行動讓人想起戰時的黑暗管制，給人留下負面印象」等等。關於這本冊子，它在1993年的相關著作中被介紹從而為粉絲所知。然而，這本冊子同時也針對其他同期熱門兒童節目進行了製作，並沒有特別針對本作品展開批評運動。至於這本冊子是否實際上對節目製作產生了影響，官方發布或證言方面並沒有特別公開的聲明。
在台灣，世一書局同步出版兒童影集書《飛天遊俠銀翱》（出版年代與內容不詳），矢的猛台灣翻譯為徐強，書中內容待考。

## 故事劇情
距離怪獸襲擊事件已經結束了長達五年（詳《超人力霸王雷歐》，由於人類心中的負能量增長，怪獸的活動又開始頻繁起來。來自M78星雲光之國宇宙警備隊的年輕戰士「超人力霸王80」被派遣到地球，並化身為人類「矢的猛」，並暗中承擔起了保衛地球的重任。

## 主要角色

### 主角
矢的猛 （やまと たけし）
飾演者：長谷川初範
配音： 曾秉輝（香港亞視）
本作主角， 超人力霸王80的人間體，外觀年齡22歲。
在數年前預感地球會發生異變而從遙遠的光之國到地球，並化身名為「矢的猛」的人類型態在日本尋找怪獸出現的痕跡。認為怪獸再次出現是因為人類的邪惡、憎恨和悲傷的心理導致的。因此第1話便以「一所懸命（いっしょけんめい）」的座右銘，開始擔任櫻岡中學校1年E班的班主任，負責理科瘀，並教導孩子們何為勇氣和愛。並在公園尋找怪獸出現的跡象時與大山一樹相遇。後來則在在大山的邀請下加入了UGM。最初為兼職工作，在每天放學及星期日去U.G.M工作，但自13話開始則成為全職隊員，在《超人力霸王梅比斯》的第41集中則揭露因怪物的頻繁出現而被迫辭去班主任的職務。
他使用電光棒變身成為80，不過作為人類他也擁有強悍格鬥能力，尤其擅長劍道。在最終話被大山隊長識破真實身份，並在眾U.G.M隊員們的目送下與星涼子離開了地球。
 星涼子 （ほし りょうこ）
飾演者：萩原佐代子
配音： 曾秀清（香港亞視）
系列後期登場的角色，尤莉安的人間體，自第43話開始登場。
真實身份是光之國的公主，同時也是矢的猛（80）過去的青梅竹馬。為了向80告知加爾坦大王的復仇訊息而意外來到地球，由於宇宙飛船墜毀帶來的衝擊而失去記憶，並在未知自己身份的情況下被大山隊長賦予「星涼子」之名。此後因怪獸的攻擊下而回復記憶。由於造成惠美被綁架殉職而深感自責，自此則接替惠美的遺囑成為UGM的實習女隊員，並與矢的猛一同戰鬥。由於生為超人力霸王的特殊能力，她具有相當強悍的身體素質和柔韌性，並且擅長游泳和藝術體操。不過由於對地球文化並不是非常了解，也不太習慣地球人的身份，因此每次與矢的猛交談時都會以心電感應的超能力交流，曾因此遭到矢的猛的斥責。
在第49話為了幫助矢的猛，在緊要關頭變成尤莉安應戰，在最終話被大山隊長識破真實身份，並在眾U.G.M隊員們的目送下與矢的猛離開了地球。

### UGM
大山一樹  （オオヤマ かずき）
飾演者：中山仁
配音： 黃志成（香港亞視）
UGM的隊長，35歲。是隊伍中唯一曾有怪獸戰鬥經驗（曾任職於MAC)的成員，也對過去5年中未出現過的怪物活動跡象感到警惕。曾經擔任過地球防衛軍空軍特殊訓練基地的領導人，因此在駕駛飛行機時能輕鬆應對棘手的難題。個性沉著冷靜，對待部下十分嚴厲，在進行任務時常以嚴肅的態度做出特別指示。
由於具有非凡的洞察力，在最終話識破了矢的猛和星涼子真實身份，在發現自己一直以來都依賴80的能力後，向矢的猛表明不想再依靠超人力霸王的力量後，制定了「巨大鐵球」作戰，並在眾隊員們透過「人類」的能力擊敗了冷凍怪獸瑪格頓，最後則與U.G.M隊員們一同目送矢的猛與星涼子離開地球。
 伊藤順吉 （イトウ じゅんきち）
飾演者：大門正明
配音：雷霆（香港亞視）
UGM主任，在第14話首次登場。從巴黎支部調到日本遠東支部的新隊員，同時也是大山一樹的後輩。
儘管著有很強的責任心和嚴格的態度，但他和大山相比卻較為友善，偶爾也還會表現出可笑或糊塗的一面。
過去在地球防衛軍擔任見習隊員的時候，曾經獨自去追捕參與地球侵略計劃的宇宙人，因此受到總部的提拔成為主任。
在第17和18話曾在吸血怪獸奇瑪伊拉的攻擊下喪生，但卻在未婚妻「星澤子」獻出生命犧牲下復活，在最終話識破了矢的猛和星涼子的真實身份，並與U.G.M隊員們一同目送矢的猛與星涼子離開地球。
 原田時彦 （ハラダ ときひこ）
飾演者：無雙大介
配音：羅偉傑（香港亞視）
UGM隊員，26歲。是大山隊長訓練出來的菁英隊員之一，在伊藤來到前曾擔任著副隊長的職位，經常在前線現場指揮戰鬥。
由於過去擔任過拳擊手的經歷，因此善於預測對手的下一步行動。具有很強的正義感，同時也是位相當血氣方剛的男子，在家裡也和許多兄弟一同生活。
在第27話中與田島被調到澳洲支部，並參加和馬戈頓的決戰。在最終話時再度客串登場，並參與了瑪格頓的作戰，與眾U.G.M隊員們一同目送矢的猛與星涼子離開地球。
 田島浩（タジマ ひろし）
飾演者：新田修平
配音：黃文偉（香港亞視）
UGM隊員，23歲。是大山隊長訓練出來的菁英隊員之一，與原田互為搭擋，同時也是隊伍內命中率達99.9%射擊專家。是位相當聰明的男子。
在第27話中與原田調到澳洲支部，並參加和馬戈頓的決戰。在最終話時再度登場，並參與了瑪格頓的作戰，與眾U.G.M隊員們一同目送矢的猛與星涼子離開地球。
 城野惠美 （じょうの エミ）
飾演者：石田惠理
配音：姜麗儀（香港亞視）
UGM女隊員，20歲。出身自北海道，她是遠東支部唯一的女隊員，同時也是大山隊長訓練出來的菁英隊員之一。父親是國際宇宙生物學專家「城野重蔵」博士，母親已經去世了。
目標是成為UGM巴黎支部部門的負責人，一般很少參加前線作戰，只負責通訊工作。在43話中由於收下失去記憶的星涼子所賜給的「手鐲（變身器）」，而被卡拉卡拉星人誤認身份被抓走，最後為保護矢的猛等人而被卡拉卡拉星人殺死，在死前也意識到了矢的猛的真實身份，對矢的猛及星涼子帶來相當大的打擊。而星涼子也因此接替殉職的惠美加入UGM成為實習隊員。
在系列後期，惠美生前的工作主要是由照夫和百合子的科學班接替。在最終話時，照夫和百合子為了紀念她而製造了一個相貌與惠美一致的智能機器人，因此便以機器人的形象再度客串登場。
 藤森新八郎 （フジモリ しんはちろう）
飾演者：古田正志
UGM新隊員，第27話開始登場。
是UGM培訓班的第3期學生，也是原田及田島隊員的接任者。擁有為人謹慎的個性，同時也和田島一樣是個射擊專家，有時也會代替主任在現場指揮戰鬥。
喜歡動物，在最終話參與了瑪格頓的作戰，與眾U.G.M隊員們一同目送矢的猛與星涼子離開地球。
 池田登 （ミドリ）
飾演者：岡本達哉
UGM新隊員，第27話開始登場。
是UGM培訓班的第6期學生，也是原田及田島隊員的接任者，出身自為山梨村神社的神官家族。性格開朗，通常與惠美擔任隊伍內的數據分析工作，同時也喜好機械，一直想發明出新武器而經常受到隊長斥責。喜歡與小孩子們相處。在最終話與眾U.G.M隊員們一同目送矢的猛與星涼子離開地球。
 世良照夫 （イケダ のぼる）（香港譯名：錫拉）
飾演者：杉崎昭彦
配音：呂永林（香港亞視）
UGM科學班隊員，在第15話開始登場。是遠東支部的廣播員，同時也是U.G.M報紙的編輯。性格相當幽默。在相撲部也有註冊。
經常與團隊們到怪獸的目擊事件現場進行採訪。在最終話與眾U.G.M隊員們一同目送矢的猛與星涼子離開地球。
 小坂百合子 （小坂ユリ子）（香港譯名：小坂瀧子）
飾演者：白坂紀子
配音：周文瑛（香港亞視）
UGM科學班隊員，在第21話開始登場，擁有和櫻岡中學校的山口老師相似的外貌。
相當外向，經常主動向猛討論關於近幾天宇宙和地球氣象的話題。負責進行氣象觀測的研究，通常向成員們分析天氣及信息。在最終話與眾U.G.M隊員們一同目送矢的猛與星涼子離開地球。

### 櫻岡中學校
設定在東京都世田谷區的一所初中，是矢的猛指派教導學生的中學，不過在第13話之後，該所學校的學生和老師就再也沒有於劇集中登場。
直到後續《超人力霸王梅比斯》的第41話，才描述這些學生後續的生活，由於少子化因素，此時櫻岡中學校也落到與其他學校合併並廢校的下場，校舍在日後也即將遭到拆除。
 林憲之介 （はやし けんのすけ）
飾演者：坊屋三郎
配音：黃志明（香港亞視）
櫻岡中學校的校長。總是以幽默的步調關注關注老師和學生在校園的一舉一動，同時也對矢的猛觀察怪獸的果斷能力感到理解。
是學校中唯一知道UGM艱鉅工作的人士，並且與大山一樹相識。
 野崎久美 （のざき クミ）
飾演者：和田幾子
配音：徐愛貞（香港亞視）
櫻岡中學校的教務主任，是為相當拘束，管教嚴肅，有時相當歇斯底里的女魔人，經常向校長報備矢的猛的不明舉動，並認為他還未具備老師應有的態度。
 相原京子 （あいはら きょうこ）
飾演者： 浅野真弓
配音： 吳小藝（香港亞視）
櫻岡中學校的新老師，23歲。與矢的猛一同被分配到櫻岡中學校，主要負責體育，同時還是一位才華橫溢的文學，音樂及武術家，曾在入學典禮上展示了自己的出色體操技能，不過她並不擅長烹飪。
是矢的猛的暗戀對象，而本人也與矢的猛之間有著微妙的關係，在發現矢的猛對學生很關心負責的表現後對他挺有好感。曾經答應過矢的猛的約會，只是因怪獸出場而破壞後，卻因此愛上了「超人力霸王80」，不過在第9話阿爾瑪事件後，則出現特地為矢的猛製作便當的舉動。
山口儂  （ノンちゃん）（香港譯名：山口安美）
飾演者：白坂紀子
配音：曾秀清（香港亞視）
櫻岡中學校聰明伶俐的事務員，在學生之間的人氣相當高，同時個性也相當單純天真的漂亮美人。

#### 1年E班
上野博士（香港譯名：「美斯」同學）
飾演者：上野郁巳
櫻岡中學校1年E班的學生，人氣四人組的一員。是位經常考據各項文章研究的知識分子，班上卻很受同學歡迎。
在《超人力霸王梅比斯》的第41話中，在成年時則是在大學擔任研究員的工作。
 鍛代順一 
飾演者：鍛代順一
櫻岡中學校1年E班的學生，人氣四人組的一員。綽號「落語」，因經常以落語的語調與同學對話而得名，並不太擅長理科。
在《超人力霸王梅比斯》的第41話中，在成年則是在信用合作社工作。
 勝吉 （香港譯名：「超級」同學）
飾演者：清水浩智
配音：曾秀清（香港亞視）
櫻岡中學校1年E班的學生，人氣四人組的一員。蛀牙很多，生於一間經營著超級市場的單親家庭，在母親去世後與父親和妹妹廣子一起生活。
在《超人力霸王梅比斯》的第41話中，在成年則是繼續經營家族事業的超級市場。
 芳順（香港譯名：「時裝」同學）
飾演者：久野綠
配音：周文瑛（香港亞視）
櫻岡中學校1年E班的學生，是人氣四人組內唯一的女孩子。在《超人力霸王梅比斯》的第41話中，在成年已經結婚，現在是三個孩子的母親。
 塚本幸夫 （つかもと ゆきお）
飾演者：杉崎昭彦
配音：龍德瓊（香港亞視）
櫻岡中學校1年E班的學生，在第2話中登場，由於同學考入私立中學，自己沒考上而拒絕上學，由於由於在怪獸災害時目擊矢的猛變為80身姿，故堅信著矢的猛就是80的想法，並因此在矢的猛的影響下重新上學。
在《超人力霸王梅比斯》的第41話中，他繼承了矢的猛的想法成為了櫻岡中學校的老師，並試圖幫助那些像過去一樣害怕上學的學生。
 中野真一 （なかの しんいち）
飾演者：斉藤康彦
櫻岡中學校1年E班的學生，在第3話中登場，由於與心儀的女孩「小綠」分手而心懷怨恨和嫉妒，在睡夢中想要成為一頭怪獸進行報復。結果埋藏在內心深處的積怨，隨著負能源的產生變成了「硫酸怪獸霍」。該怪獸最後因和真一的心分離開始獨自暴走而則80消滅，同時淨化了真一的負能量。
在《超人力霸王梅比斯》的第41話中則和一名女子結婚。
 大島明男 （おおしま あきお）
飾演者： 小田敏治
櫻岡中學校1年E班的學生，在第6話中登場，一位成績不好，但卻熱愛天文觀測的少年，由於父母的過度期望導致產生壓抑的性格，再某日夜晚看到UFO後為了逃避現實，而認為自己是出生在另一顆恆星上的外星人。但是當「UFO怪獸阿布多拉魯斯」襲擊地球時受到重傷，因同班同學即時輸血而成功從命懸一線下救回來時，也發現自己實際並非孤單一人，周遭仍有朋友互相關心幫助的想法。
在《超人力霸王梅比斯》中曾被提及，他成為了天文學家，並發現了奧什瑪彗星。
 岡島亞基拉 （おかじま アキラ）
飾演者：新敷浄
櫻岡中學校1年E班的學生。在第7話中登場，對搖滾樂隊充滿熱情的少年。由於在「東京都無聲作戰」時與團員空地上練習搖滾，因此將諾伊茨拉喚醒而受到襲擊。
 青山米莉  （ビブロス星人ミリー）
飾演者：朱迪·莫里斯
加藤早紀子
（配音）
櫻岡中學校1年E班的轉學生，在第12話中登場，是比伯羅斯星人為了達到征服宇宙的目的，而派往地球前線基地的少女情報員。為了殺死化身為矢的猛的80，而化身為從荷蘭歸國的轉校生進入矢的猛的班中。不過由於喜歡上了上野博士，因此向上級請求停止進攻地球的計劃，在果拉被打敗後，向博士轉告心儀後離開了地球。
 瑪莉 
飾演者：秋元美智恵
櫻岡中學校1年E班的學生，在第12話中登場。曾經和同學們惡作劇博士和米莉，不過最後則與兩人和解。

### 其他登場角色
南鄉長官
飾演者：北原義郎
地球防衛軍U.N.D.A遠東支部秘書的長官。相當信任U.G.M團隊們的表現，是一位相當一個盡職盡責的上級。
曾在第13話向大山隊長表示U.G.M歐洲支部及北美支部的隊長被殺害的事情。
石島副官
飾演者：宮寺康夫
地球防衛軍U.N.D.A遠東支部秘書的副長官，同時也是南鄉長官的部下。在第22話中，由於他非常害怕地下人，以至於他自行決定下達進攻命令。
阿露瑪
飾演者：遠藤真理子
銀河共和同盟的調查員，同時也是矢的猛（80）兒時的青梅竹馬，並非光之國出生的超人力霸王。於第10話登場。
為了觀察生物存在的價值而和寵物「傑基」，以「矢的猛的妻子」身份悄悄來到地球，由於容易調查本性而將矢的猛的學生作為調查對象。由於喜歡惡作劇而一度讓矢的猛非常煩惱，但最後卻不小心讓傑基吸收過多的負能量，導致傑基與大象同化形成變形象怪獸茨爾拉的惡果。最後，阿露瑪將傑基從怪獸肚子裡呼喚出來，向矢的猛道歉後一同離開地球。
後續曾以宇宙人（形似超人力霸王的姿態）在表演木偶節目《M730：奥特怪兽进攻大图签》作為主要角色登場。
星澤子
飾演者：竹井綠
第17及第18話登場，伊藤順吉的未婚妻。真實身份是宇宙人，在20年前（1960年），所乘宇宙船遭吸血怪獸奇瑪伊拉襲擊，船上除她之外的家人全部喪生。
出事之後則墜落到日本潮風島海邊，並被一對好心夫婦收養。當目睹伊藤遭到奇瑪伊拉光線攻擊並成為怪獸時向前來支援的矢的猛等人道明了真相。
為了替死去的家人報仇和拯救島上的人們，她星澤子冒險用炸彈進入山洞將奇瑪伊拉引出。最後將自己的生命賦予了伊藤後死亡。
地底女王伊娜斯
飾演者：加山麗子
第22話登場，地底王國的統治者。
她知道矢的猛是宇宙人的身份，並向他吐露了有關地底人的歷史。由於人類對地質的過度開發導致地底人的生存危機。於是，以伊娜斯為首的地底人一面向太空發射人造衛星形成日食，一面向地面進發，尋求和地面人一起生活。
然而衛星被防衛軍的導彈炸了，加上格莫拉甦醒，最終伊娜斯女王被迫帶著她的子民向更深地底尋求生存。
倉田麻里子
飾演者：倉田麻里子
第42話登場，知名歌手、演員。
是小男孩岩水的偶像，此次以真名客串登場。

## 本作登場的超人力霸王

#### 超人力霸王80
本作主角「矢的猛」的本體，是來自M78星云光之国「宇宙警备队」的年轻战士，在戰鬥方式上身手矯健，剛柔並濟。踢技、投摔、彈跳等都是十分出眾，格鬥能力極為出色，在超人兄弟中是名列前茅。另外也擅長高速移動和跳躍攻擊相結合的戰斗方式，是昭和系戰士中中最敏捷的。
- 身高：50米
- 體重：44000噸
- 年龄：8000岁
- 飞行速度：9马赫
- 奔跑速度：1.5马赫
- 水中速度：1马赫
- 跳跃力：700米
- 腕力：12万吨

在最終話的最後一戰中，尤莉安幫助受傷的80打敗了合體怪獸米娜茨瑪和普拉茨瑪。但也因此戰導致矢的猛身受重傷，一直未能痊癒。

#### 變身器
- 電光棒（ブライトスティック）

能矢的猛使變身成80的道具，是全长23公分的电棒状特殊装置。
外貌如同一枚小型火箭，内部装载着光之国的能源水晶体，是释放和转换光能源的重要部件。
最初常用的变身方法，是利用电光棒的威力，从矢的猛变成80後再变大。另外除了变身作用外，还能作为武器使用。

#### 必殺技
必殺技為「沙库修姆光线」，將摆出左臂向上、右臂向一边水平伸展的聚能动作后，再将双手组合成L字型（也有逆L字型的场合）发射的强力能量光线，同時也是80最得意的必杀光线。

#### 在其他作品的登場
《超人力霸王梅比斯》:第1話、第41話和第50話
《超人力霸王捷德》:第1話
- 電影

《超人力霸王ZOFFY 超人戰士VS大怪獣軍団》（1984年）
《超人力霸王物語》（1984年）
《新世紀超人力霸王傳說 》（2002年）
《新世紀2003超人力霸王傳說  THE KING'S JUBILEE》（2003年）
《大怪獸格鬥 超銀河傳說 THE MOVIE》（2009年）
《赛罗·奥特曼 THE MOVIE 超决战！贝利亚银河帝国》（2010年）
- 網路劇集

《超級銀河格鬥 新生代英雄》（2019年及2020年）

### 尤莉安
來自M78星云光之国的公主，同時也是80的兒時玩伴。由於在於宇宙加爾坦大王的追擊而後來到了地球，以名為星涼子（由UGM大山隊長給起）的女人身份變身。其設計主題的原型靈感來源於彌勒菩薩，可以隨著敵人的行動變化來預測危險。
总用心电感应与矢的猛对话，还带来了许多地球没有的新科技。自從矢的猛發誓要以“自己為了守護地球而戰鬥”之言時，尤里安也決心一致，但每次矢的猛遇到了非常危險的情況之時，她曾多次想要變身卻被制止。但在第49話時，當怪獸普拉茨瑪·米納茨瑪快要殺死80之時，為了幫助80後變身加入戰鬥，並和战斗中以轻快的动作戏弄敌人，和80并肩作战
她自己本來並不是一名戰士，故身上没有彩虹计时器。
- 身高：47米
- 體重：36000噸
- 飛行速度：7.7馬赫
- 奔跑速度：1馬赫
- 水中速度：1马赫
- 跳跃力：400米
- 腕力：4万吨

#### 變身器
- 闪光手镯（ブライトブレスレット）

能使涼子變身成尤莉安的道具，佩戴在右手手腕上，通体银色。
中心内部装载着光之国的能源水晶体，是释放和转换光能源的重要部件，帮助尤莉安在超人戰士和凉子之间自由变身。

#### 在其他作品的登場
《超人力霸王梅比斯》:第1話。
- 電影

《新世紀超人力霸王傳說》（2002年）
《新世紀2003超人力霸王傳說  THE KING'S JUBILEE》（2003年）
《大怪獸格鬥 超銀河傳說 THE MOVIE》（2009年）
《赛罗·奥特曼 THE MOVIE 超决战！贝利亚银河帝国》（2010年）
- 網路劇集

《超級銀河格鬥 新生代英雄》（2019年及2020年）

### 光之巨人
於第8話登場，來自宇宙的光之巨人，過去曾在3000年前在地球上出現過的超級戰士。
過去曾與怪獸塔布拉交戰，最終光之巨人擊敗了它並將其埋入石倉山下，挽救了古人。
- 身高：不明
- 體重：不明
- 飛行速度：不明
- 奔跑速度：不明
- 水中速度：不明
- 跳跃力：不明
- 腕力：不明

## 播放列表
| 集數   | 日文標題                             | 中文標題                         | 編劇       | 監督         | 登場怪獣・宇宙人・超人力霸王 | 播映日                                         | 首播日期      |
| ------ | ------------------------------------ | -------------------------------- | ---------- | ------------ | ---------------------------- | ---------------------------------------------- | ------------- |
|        |                                      |                                  |            |              |                              |                                                |               |
| 第1話  | ウルトラマン先生                     | 超人力霸王老師                   | 阿井文瓶   | 湯淺憲明     | 高野宏一                     | 愛迪奧特曼 月亮怪獸克萊聖特                    | 1980年 4月2日 |
| 第2話  | 先生の秘密                           | 老師的秘密                       | 阿井文瓶   | 湯淺憲明     | 高野宏一                     | 羽毛怪獸吉格吉拉                               | 4月9日        |
| 第3話  | 泣くな初戀怪獣                       | 別哭，初戀怪獸                   | 阿井文瓶   | 深沢清澄     | 高野宏一                     | 硫酸怪獸霍                                     | 4月16日       |
| 第4話  | 大空より愛をこめて                   | 來自太空的愛                     | 阿井文瓶   | 深沢清澄     | 高野宏一                     | 親子怪獸桑德里阿斯 瑪扎桑德里阿斯              | 4月23日       |
| 第5話  | まぼろしの街                         | 虛幻的街道                       | 山浦弘靖   | 湯淺憲明     | 高野宏一                     | 四次元機器人麥加奇拉斯 四次元怪人巴姆星人      | 4月30日       |
| 第6話  | 星から來た少年                       | 從行星來的少年                   | 廣瀨襄     | 湯淺憲明     | 高野宏一                     | UFO怪獸阿布多拉魯斯                            | 5月7日        |
| 第7話  | 東京サイレント作戦                   | 東京無聲作戰                     | 田口成光   | 深沢清澄     | 高野宏一                     | 噪音怪獸諾伊茲拉                               | 5月14日       |
| 第8話  | よみがえった伝説                     | 復甦的傳說                       | 平野靖司   | 深沢清澄     | 高野宏一                     | 復活怪獸塔布拉                                 | 5月21日       |
| 第9話  | エアポート危機一髪！                 | 機場危機時刻！                   | 阿井文瓶   | 湯淺憲明     | 川北紘一                     | 石油怪獸加比希爾                               | 5月28日       |
| 第10話 | 宇宙からの訪問者                     | 來自宇宙的訪問者                 | 土筆勉     | 湯淺憲明     | 川北紘一                     | 行星調查員阿露瑪 宇宙植物傑基 變形象怪獸茨爾拉 | 6月4日        |
| 第11話 | 恐怖のガスパニック                   | 恐怖的瓦斯危機                   | 平野靖司   | 深沢清澄     | 高野宏一                     | 毒氣怪獸麥旦                                   | 6月11日       |
| 第12話 | 美しい転校生                         | 美麗的轉校生                     | 広瀬襄     | 深沢清澄     | 高野宏一                     | 熔岩怪獸格拉 比布羅斯星人米莉                  | 6月18日       |
| 第13話 | 必殺！フォーメーション・ヤマト       | 必殺！矢的陣型                   | 阿井文瓶   | 湯淺憲明     | 川北紘一                     | 再生怪獸莎爾曼多拉 骷髏怪人格爾貢星人          | 6月25日       |
| 第14話 | テレポーテーション!パリから來た男    | 意念一動！巴黎來的男子           | 阿井文瓶   | 湯淺憲明     | 川北紘一                     | 意念轉移怪獸扎魯頓                             | 7月2日        |
| 第15話 | 悪魔博士の実験室                     | 悪魔博士的実験室                 | 阿井文瓶   | 広瀬襄       | 高野宏一                     | 實驗怪獸繆                                     | 7月9日        |
| 第16話 | 謎の宇宙物體スノーアート             | 神秘宇宙物體Snow Art             | 平野靖司   | 広瀬襄       | 高野宏一                     | 心靈感應怪獸德比隆 友好宇宙人盧列星人          | 7月16日       |
| 第17話 | 魔の怪獣島へ飛べ!!（前編）           | 飛向魔之怪獣島！ ！ （前篇）     | 阿井文瓶   | 湯淺憲明     | 佐川和夫                     | 人類怪獸拉布拉斯 章魚怪獸達隆 星澤子           | 7月23日       |
| 第18話 | 魔の怪獣島へ飛べ!!（後編）           | 飛向魔之怪獸島！ ！ （後篇）     | 阿井文瓶   | 湯淺憲明     | 佐川和夫                     | 吸血怪獸奇瑪伊拉                               | 7月30日       |
| 第19話 | はぐれ星爆破命令                     | 失散行星爆破指令                 | 若槻文三   | 野長瀬三摩地 | 高野宏一                     | 行星怪獸高斯                                   | 8月6日        |
| 第20話 | 襲來!! 吸血ボール軍団                | 襲來！ ！吸血球軍團              | 土筆勉     | 野長瀬三摩地 | 高野宏一                     | 瘤子怪獸奧克林保羅                             | 8月13日       |
| 第21話 | 永遠とわに輝け!! 宇宙Gメン85         | 永遠閃耀！ ！宇宙G-MAN85         | 山浦弘靖   | 湯淺憲明     | 佐川和夫                     | 殘酷怪獸嘎莫斯 L85星人扎加爾                   | 8月20日       |
| 第22話 | 惑星が並ぶ日 なにかが起こる          | 禍起行星並排之日                 | 山浦弘靖   | 湯淺憲明     | 佐川和夫                     | 古代怪獸哥莫拉二世 地底人 地底人女王伊娜斯     | 8月27日       |
| 第23話 | SOS!!宇宙アメーバの大侵略            | SOS！ ！宇宙阿米巴大入侵         | 阿井文瓶   | 外山徹       | 高野宏一                     | 變形蟲怪獸阿麥扎                               | 9月3日        |
| 第24話 | 裏切ったアンドロイドの星             | 反叛的人造人之星                 | 平野靖司   | 外山徹       | 高野宏一                     | 叛逆宇宙人凡塔斯星人 戰鬥圓盤羅伯佛            | 9月10日       |
| 第25話 | 美しきチャレンジャー                 | 美麗的挑戰者                     | 阿井文瓶   | 湯淺憲明     | 佐川和夫                     | 變形怪獸阿爾貢                                 | 9月17日       |
| 第26話 | タイムトンネルの影武者たち           | 時光隧道裡的影武者們             | 平野靖司   | 湯淺憲明     | 佐川和夫                     | 人造人士兵巨大化怪獸凱拉                       | 9月24日       |
| 第27話 | 白い悪魔の恐怖                       | 白色悪魔的恐怖                   | 南川竜     | 外山徹       | 高野宏一                     | 泡沫宇宙人阿爾格星人                           | 10月1日       |
| 第28話 | 渡り鳥怪獣の子守歌                   | 候鳥怪獸的護雛歌                 | 阿井文瓶   | 外山徹       | 高野宏一                     | 候鳥怪獸巴魯 宇宙鯊魚扎奇拉                    | 10月8日       |
| 第29話 | 怪獣帝王の怒り                       | 怪獸帝王的憤怒                   | 若槻文三   | 湯淺憲明     | 佐川和夫                     | 溪谷怪獸凱茜                                   | 10月15日      |
| 第30話 | 砂漠に消えた友人                     | 沙漠中消失的友人                 | 若槻文三   | 湯淺憲明     | 佐川和夫                     | 侵略兵器扎塔西爾伯 變身宇宙人扎塔星人          | 10月22日      |
| 第31話 | 怪獣の種飛んだ                       | 怪獸的孽種飛落而來               | 阿井文瓶   | 外山徹       | 高野宏一                     | 仿植物怪獸佐拉                                 | 10月30日      |
| 第32話 | 暗黒の海のモンスターシップ           | 暗黑之海中的怪獸船               | 平野靖司   | 外山徹       | 高野宏一                     | 幽靈之船巴拉克什布                             | 11月5日       |
| 第33話 | 少年が作ってしまった怪獣             | 少年製作的怪獸                   | 阿井文瓶   | 湯淺憲明     | 佐川和夫                     | 工作怪獸加哲拉                                 | 11月12日      |
| 第34話 | ヘンテコリンな魚を釣ったぞ！         | 釣到了奇怪的魚！                 | 石堂淑朗   | 湯淺憲明     | 佐川和夫                     | 巨型怪魚安格拉斯                               | 11月19日      |
| 第35話 | 99年目の竜神祭                       | 第99年屆的龍神祭                 | 若槻文三   | 合月勇       | 高野宏一                     | 三頭兇龍菲亞德拉格                             | 12月3日       |
| 第36話 | がんばれ！クワガタ越冬隊             | 加油！大甲蟲越冬隊               | 石堂淑朗   | 合月勇       | 高野宏一                     | 昆蟲怪獸古瓦崗達                               | 12月10日      |
| 第37話 | 怖れていたバルタン星人の動物園作戦   | 恐怖的巴爾坦星人動物園作戰       | 石堂淑朗   | 外山徹       | 佐川和夫                     | 宇宙忍者巴爾坦星人五代目                       | 12月17日      |
| 第38話 | 大空にひびけ ウルトラの父の聲        | 響徹蒼穹 超人之父之聲            | 若槻文三   | 外山徹       | 佐川和夫                     | 心靈怪獸哥斯頓 超人之父                        | 12月24日      |
| 第39話 | ボクは怪獣だ〜い                     | 我是怪獸～喔                     | 平野靖司   | 湯淺憲明     | 高野宏一                     | 少年怪獸特茨翁 宇宙植物                        | 1981年 1月7日 |
| 第40話 | 山からすもう小僧がやって來た         | 山里來的相撲小子                 | 水沢又三郎 | 湯淺憲明     | 高野宏一                     | 相撲怪獸幾菲比奇朗                             | 1月14日       |
| 第41話 | 君はゼロ戦怪鳥を見たくないかい？     | 你不想一睹零戰怪鳥嗎？           | 石堂淑朗   | 東條昭平     | 佐川和夫                     | 零戰怪鳥巴雷巴東                               | 1月21日       |
| 第42話 | さすが！観音さまは強かった！         | 好厲害！觀音菩薩真強！           | 石堂淑朗   | 東條昭平     | 佐川和夫                     | 鞭臂怪獸茨拉斯伊瑪                             | 1月28日       |
| 第43話 | ウルトラの星から飛んで來た女戦士}}   | 超人之星飛來的女戰士             | 水沢又三郎 | 湯淺憲明     | 神澤信一                     | 侵略星人加爾坦大王 游牧星人卡拉卡拉星人        | 2月4日        |
| 第44話 | 激ファイト！ 80vsウルトラセブン      | 激鬥！80VS超人七號               | 吉田耕助   | 湯淺憲明     | 神澤信一                     | 妄想超人七號                                   | 2月11日       |
| 第45話 | バルタン星人の限りなきチャレンジ魂   | 巴爾坦星人的無限挑戰魂           | 石堂淑朗   | 野長瀬三摩地 | 高野宏一                     | 宇宙忍者巴爾坦星人六代目                       | 2月18日       |
| 第46話 | 恐れていたレッドキングの復活宣言     | 恐怖雷德王的複活宣言             | 平野靖司   | 東條昭平     | 佐川和夫                     | 骷髏怪獸雷德王 魔壺精靈馬金                    | 2月25日       |
| 第47話 | 魔のグローブ 落し物にご用心!!        | 惡魔手套 小心天外來物！ ！       | 石堂淑朗   | 東條昭平     | 佐川和夫                     | 紫外線怪獸古羅布斯克                           | 3月4日        |
| 第48話 | 死神山のスピードランナー             | 死神山的飛毛腿                   | 水沢又三郎 | 宮坂清彥     | 高野宏一                     | 馬拉松怪獸伊達坦朗                             | 3月11日       |
| 第49話 | 80最大のピンチ！変身！女ウルトラマン | 80最大的危機！變身！女超人力霸王 | 山浦弘靖   | 宮坂清彥     | 高野宏一                     | 合體怪獸普拉茨瑪 合體怪獸米娜茨瑪 尤莉安       | 3月18日       |
| 第50話 | あっ！キリンも象も氷になった!!       | 啊！長頸鹿和大像都變成了冰！！   | 石堂淑朗   | 滿田穧       | 佐川和夫                     | 冷凍怪獸瑪格頓 尤莉安                          | 3月25日       |

## 制作人员
- 製片：圓谷皐、滿田穧、野村清（TBS）
- 導演（本篇）：湯浅憲明、深澤清澄、廣瀨襄、野長瀨三摩地、外山徹、合月勇、東條昭平、宮坂清彦、滿田穧
- 編劇：阿井文瓶、山浦弘靖、廣瀨襄、若槻文三、平野靖司、石堂淑朗、南川龍、土筆勉、水沢又三郎、田口成光、吉田耕助
- 特攝監督：川北紘一、高野宏一、佐川和夫、神澤信一
- 音樂：冬木透
- 選曲：小原孝司
- 編集：小林熙昌
- 美術主任（含本篇、特攝）：山口修
- 美術（本篇）：丸尾知行
- 美術（特攝）：家邊信二
- 撮影（本篇）：佐藤貞夫、井上光雄
- 撮影（特攝）：大岡新一、関谷昌平
- 照明（本篇）：伊藤裕二
- 照明（特攝）：高野和男
- 助監督（本篇）：宮坂清彦、鈴木政信
- 助監督（特攝）：神澤信一、品田仁
- 視覺効果：宮西武史（東宝映像）
- 錄音：Toho Eizo Sound Studio（現：東宝サウンドスタジオ）
- 音響効果：船橋利一（TESS）
- 沖片：東京現像所
- 造形：開米プロダクション、コスモプロダクション　※ノンクレジット
- 操演：ヌマリ企画
- 美粧：フリーフレンド
- 擬鬥：車邦秀
- 攝影棚：东宝内置、国際放映
- 電機製品協力：東芝
- 制作協力：東宝电影公司
- 製作著作：圆谷制作公司、TBS电视台

## 音樂

### 片頭曲
「ウルトラマン80」（第1 - 39話）
作詞：山上路夫 / 作曲・編曲：木村昇 / 歌：TALIZMAN
「がんばれウルトラマン80」（第40 - 50話）
作詞：山上路夫 / 作曲・編曲：木村昇 / 歌：TALIZMAN、コロムビアゆりかご会

### 片尾曲
「レッツ・ゴー・UGM」（第1 - 39話）
作詞：山上路夫 / 作曲・編曲：木村昇 / 歌：TALIZMAN
「地球人だよ」（第40 - 49話）
作詞：山上路夫 / 作曲・編曲：木村昇 / 歌：TALIZMAN、コロムビアゆりかご会

### 插入歌
「心を燃やすあいつ -矢的猛の歌-」（第50話）
作詞：満田かずほ / 作曲：冬木透 / 編曲：武市昌久 /歌：ぬまたこうじ